# Nam Sang-mi
Nam Sang-mi (3 de mayo de 1984) es una actriz surcoreana.

## Carrera
Sang-mi estaba trabajando en un restaurante Lotteria cerca de la Universidad de Hanyang en el otoño de 2001, cuando alguien publicó sus fotos personales en internet.
Su popularidad como ulzzang condujo a su descubrimiento como actriz. Debutó en el 2003 con la serie Carta de Amor, y comenzó su carrera en la actuación tomando pequeños papeles en películas, series y comerciales.
Su primer papel protagonista llegó con Dulce Espía en 2005. Esto fue seguido por el papel principal en la comedia dramática Malo de la Familia (2006) y el drama de acción y romance Tiempo Entre el Perro y el Lobo (2007).
En 2017, tras dos años alejada de la pantalla por el nacimiento de su hija, protagonizó la comedia de oficina Good Manager con el papel de Yoon Ha-Kyung, una mujer de sólidos principios éticos que trabaja como subdirectora del departamento de contabilidad de una empresa.

## Vida personal
Se casó con un hombre de negocios en una pequeña iglesia en Yangpyeong, Provincia de Gyeonggi, el 24 de enero de 2015. Dio a luz a una niña en la tarde del 12 de noviembre de 2015.

## Filmografía

### Cine
| Año  | Título               | Rol           |
| ---- | -------------------- | ------------- |
| 2004 | Spy Girl             | Nam Jin-ah    |
| 2004 | Too Beautiful to Lie | Jae-eun       |
| 2004 | Dead Friend          | Su-in         |
| 2005 | She's on Duty        | Cha Seung-hee |
| 2005 | Never to Lose        | Lee Hae-ryung |
| 2009 | Possessed            | Hee-jin       |
| 2010 | You (short film)     |               |
| 2012 | The Peach Tree       | Park Seung-ah |
| 2014 | Slow Video           | Bong Soo-mi   |

### Series
| Año  | Título                                                     | Rol            | Red  | Ref.  |
| ---- | ---------------------------------------------------------- | -------------- | ---- | ----- |
| 2003 | Love Letter                                                | Im Kyung-eun   | MBC  |       |
| 2003 | Open Drama Man & Woman "Spring Came to Me Like a Hooligan" | Sun-young      | SBS  |       |
| 2003 | Drama City "The Truth about Wormwood and Garlic"           | Sa-rang        | KBS2 |       |
| 2003 | Escape from Unemployment                                   | Wang Bit-na    | SBS  |       |
| 2004 | Not Alone                                                  | Sang-mi        | SBS  |       |
| 2005 | Drama City "Freesias, Teddy Bears, Hot Chocolate and..."   | Choi Da-young  | KBS2 |       |
| 2005 | My Sweetheart, My Darling                                  | Yoo In-kyung   | KBS1 |       |
| 2005 | Sweet Spy                                                  | Lee Soon-ae    | MBC  |       |
| 2006 | Bad Family                                                 | Kim Yang-ah    | SBS  |       |
| 2007 | Time Between Dog and Wolf                                  | Seo Ji-woo     | MBC  |       |
| 2008 | Gourmet                                                    | Kim Jin-soo    | SBS  |       |
| 2009 | Invincible Lee Pyung Kang                                  | Lee Pyung-kang | KBS2 |       |
| 2010 | Life Is Beautiful                                          | Boo Yeon-joo   | SBS  |       |
| 2011 | Lights and Shadows                                         | Lee Jung-hye   | MBC  |       |
| 2012 | Drama Special "Like a Miracle"                             | Han Myung-joo  | KBS2 |       |
| 2013 | Goddess of Marriage                                        | Song Ji-hye    | SBS  |       |
| 2014 | Gunman in Joseon                                           | Jung Soo-in    | KBS2 |       |
| 2017 | Good Manager                                               | Yoon Ha-kyung  | KBS2 | [ 7 ] |
| 2018 | Let Me Introduce Her                                       | Ji Eun-han     | SBS  |       |

## Premios y nominaciones
| Año  | Categoría      | Premio          | Serie                | Resultado |
| ---- | -------------- | --------------- | -------------------- | --------- |
| 2018 | Producer Award | SBS Drama Award | Let Me Introduce Her | Ganó      |